# Rally de Ourense de 2012
El Rally de Ourense de 2012 fue la 45.ª edición del rally y la cuarta ronda de la temporada 2012 del Campeonato de España de Rally. Se celebró entre el 15 y el 17 de junio y contó con un itinerario de doce tramos sobre asfalto que suman un total de 208,62 km cronometrados.
La lista de inscritos contó con 65 equipos. Entre otros se incluyen cuatro Porsche 911 GT3; Joan Carchat, Miguel Fuster, Sergio Vallejo y Luis Monzón, dos S2000; Alberto Hevia y Jonathan Pérez, además de los tres pilotos oficiales de Suzuki: Santiago Cañizares, Gorka Antxustegui y Joan Vinyes que llega a Ourense como líder del campeonato. Destacó el regreso al nacional de asfalto de Xavi Pons con un Ford Fiesta Proto.

## Itinerario
| Día              | Tramo | Nombre             | Distancia | Hora  | Ganador             | Tiempo  | Líder rally         |
| ---------------- | ----- | ------------------ | --------- | ----- | ------------------- | ------- | ------------------- |
| Día 1 Viernes 15 | SS1   | San Ciprián        | 3,10 km   | 20:35 | Miguel Ángel Fuster | 2:40.6  | Miguel Ángel Fuster |
| Día 2 Sábado 16  | SS2   | Toén               | 12,81 km  | 08:27 | Miguel Ángel Fuster | 9:05.7  | Miguel Ángel Fuster |
| Día 2 Sábado 16  | SS3   | San Pedro de Rocas | 28,33 km  | 09:28 | Miguel Ángel Fuster | 18:55.7 | Miguel Ángel Fuster |
| Día 2 Sábado 16  | SS4   | Toén               | 12,81 km  | 11:31 | Alberto Meira       | 9:00.2  | Miguel Ángel Fuster |
| Día 2 Sábado 16  | SS5   | San Pedro de Rocas | 28,33 km  | 12:32 | Miguel Ángel Fuster | 18:30.1 | Miguel Ángel Fuster |
| Día 2 Sábado 16  | SS6   | San Ciprián        | 3,10 km   | 13:31 | Sergio Vallejo      | 2:40.5  | Miguel Ángel Fuster |
| Día 2 Sábado 16  | SS7   | Vilariño Frío      | 14,90 km  | 15:55 | Sergio Vallejo      | 8:40.6  | Miguel Ángel Fuster |
| Día 2 Sábado 16  | SS8   | Cañón do Sil       | 30,73 km  | 16:28 | Miguel Ángel Fuster | 19:02.4 | Miguel Ángel Fuster |
| Día 2 Sábado 16  | SS9   | Luintra            | 14,44 km  | 17:31 | Xavi Pons           | 9:11.6  | Miguel Ángel Fuster |
| Día 2 Sábado 16  | SS10  | Vilariño Frío      | 14,90 km  | 19:39 | Xavi Pons           | 8:39.3  | Miguel Ángel Fuster |
| Día 2 Sábado 16  | SS11  | Cañón do Sil       | 30,73 km  | 20:12 | Sergio Vallejo      | 19:00.8 | Miguel Ángel Fuster |
| Día 2 Sábado 16  | SS12  | Luintra            | 14,44 km  | 21:15 | Alberto Hevia       | 9:04.5  | Miguel Ángel Fuster |

## Clasificación final
| Pos. | Piloto               | Copiloto             | Automóvil               | Tiempo    | Diferencia |
| ---- | -------------------- | -------------------- | ----------------------- | --------- | ---------- |
| 1.   | Miguel Ángel Fuster  | Ignacio Aviñó        | Porsche 997 GT3         | 2:15:23.2 | 0.0        |
| 2.   | Xavi Pons            | Oriol Juliá          | Ford Fiesta N1          | 2:16:47.8 | +1:24.6    |
| 3.   | Víctor Senra         | David Vázquez        | Mitsubishi Lancer Evo X | 2:17:18.2 | +1:55.0    |
| 4.   | Alberto Hevia        | Alberto Iglesias Pin | Skoda Fabia S2000       | 2:17:18.4 | +1:55.2    |
| 5.   | Sergio Vallejo       | Diego Vallejo        | Porsche 997 GT3         | 2:19:54.1 | +4:30.9    |
| 6.   | Joan Vinyes          | Jordi Mercader       | Suzuki Swift S1600      | 2:20:16.6 | +4:53.4    |
| 7.   | Enrique García Ojeda | Pablo Marcos         | Citroën DS3 R3T         | 2:21:51.9 | +6:28.7    |
| 8.   | Alejandro Pais       | Santiago Pais        | Mitsubishi Lancer Evo X | 2:25:14.8 | +9:51.6    |
| 9.   | Surhayen Pernía      | José Luis García     | Ford Fiesta R2          | 2:29:40.3 | +14:17.1   |
| 10.  | Alberto Monarri      | Rodrigo Sanjuan      | Renault Twingo R2       | 2:30:08.0 | +14:44.8   |